# Angebot (Volkswirtschaftslehre)

Lineare Angebotskurve, die am Schnittpunkt mit der Nachfragekurve den Gleichgewichtspreis erreicht

Angebot ist in der Volkswirtschaftslehre die Menge jeder Art von Gütern und Dienstleistungen, die Wirtschaftssubjekte zu einem bestimmten Preis im Tausch gegen Geld oder andere Güter und Dienstleistungen als Verkäufer auf einem Markt abzusetzen bereit sind. Dem Angebot steht die Nachfrage gegenüber.

## Allgemeines
Als anbietende Wirtschaftssubjekte kommen Unternehmen, der Staat mit seinen Untergliederungen (öffentliche Verwaltung, Staatsunternehmen), aber auch Privathaushalte (Verbraucher) in Betracht. Sie alle sind als Anbieter originäre Marktteilnehmer. Die Angebotsdefinition setzt die Homogenität des jeweils betrachteten Guts voraus, da nur dann von verschiedenen Mengen eines Gutes die Rede sein kann und nur so das Angebot verschiedener Wirtschaftssubjekte mengenmäßig und in der nachgefragten Qualität zusammengefasst werden kann. In einem abgeleiteten Sinn spricht man auch von dem aggregierten Angebot verschiedener Güter etwa eines ganzen Wirtschaftszweigs oder der gesamten Volkswirtschaft, die als Summe des preislich bewerteten Angebots der einzelnen Güter bestimmt wird (Gesamtangebot).
Angebot ist nicht immer unbegrenzt vorhanden, sondern es wird durch betriebliche Kapazitäten limitiert und führt deshalb – bei gegebener Nachfrage – zur Knappheit von Gütern. Nur Freie Güter wie Luft weisen keine Knappheit auf, denn sie sind im betreffenden Gebiet zur betrachteten Zeit in so großer Menge vorhanden, dass jeder Mensch so viele Einheiten des Gutes konsumieren kann wie er will, beziehungsweise bis seine Sättigungsmenge erreicht ist. Wirtschaftsgüter dagegen werden über ihre Knappheit definiert (und deshalb auch „knappe Güter“ genannt), denn sie stehen nicht zu jeder Zeit und an jedem gewünschten Ort in der gewünschten Qualität (Produktqualität/Dienstleistungsqualität) und Menge zur Verfügung; auf diese bezieht sich das Angebot.

## Geschichte
Richard Cantillon verband erstmals im Jahre 1755 Nachfrage und Angebot bzw. Einkommensentstehung und Einkommensverwendung systematisch miteinander. Danach hänge der Marktpreis von Angebot und Nachfrage ab und könne zeitweilig wegen der Marktentwicklung über oder unter dem natürlichen Preis liegen, weil es schwierig sei, „die Erzeugung von Waren und Nahrungsmitteln dem Gebrauch anzupassen“. Der Physiokrat François Quesnay betrachtete 1757 primär die Landwirtschaft, deren Angebot landwirtschaftlicher Produkte durch den Boden (französisch bien-fonds), dessen ständige Verbesserungen durch Bodenkosten (französisch avances foncieres) sowie die Kultivierung begrenzt wird. Jeder Boden bringe bei geeigneter Kultivierung einen „natürlichen“ Überschuss über die Produktionskosten als Reinertrag (französisch produit net) hervor. Er erkannte, dass sowohl Arbeit als auch Kapital zur Schaffung einer nennenswerten Gütermenge erforderlich seien. Victor Riquetti meinte im Jahre 1758, dass sich Angebot und Nachfrage um die Höhe des natürlichen Preises (französisch prix naturel) bewegten. Adam Smith ging im März 1776 in seinem Buch Der Wohlstand der Nationen davon aus, dass sich das Güterangebot auf natürliche Weise an die wirksame Nachfrage anpasse. Auch bei David Ricardo ergab sich der Marktpreis durch das Verhältnis von Angebot und Nachfrage; er verweist bezüglich der Darstellung auf Smith.
Das von Jean-Baptiste Say 1803 entwickelte Saysche Theorem unterstellte, dass einem erhöhten Güterangebot auch stets eine entsprechend erhöhte Nachfrage gegenüberstehe und es somit auch keine anhaltende Arbeitslosigkeit geben könne. Er ging hierbei davon aus, dass sich das Angebot seine eigene Nachfrage schaffe. Seine Folgerung, dass es keine Überproduktion geben könne, beruhte auf der Annahme, dass Produkte gegen Produkte getauscht würden. Thomas Robert Malthus widersprach im Jahre 1820 Quesnay und Say ausdrücklich und hielt ihnen entgegen, dass eine vergrößerte Produktion nur dann von Nutzen sei, wenn für deren Erzeugnisse auch eine Nachfrage bestehe. John Stuart Mill bekräftigte 1848, dass es eine Überproduktion (also Überangebot) nicht geben könne und deshalb Störungen nur auftreten könnten, wenn die Produktion die Nachfrage ignoriere oder Verschiebungen innerhalb der Nachfragestruktur aufträten. Für Mill sind „alle Verkäufer unvermeidlich und logischerweise Käufer“. Karl Marx behauptete 1865, dass „Nachfrage und Zufuhr [Angebot, d. Verf.] bestimmen beständig die Warenpreise, decken sich nie oder nur zufällig“.
John Maynard Keynes widersprach in seinem im Februar 1936 erschienenen Buch Allgemeine Theorie der Beschäftigung, des Zinses und des Geldes seinen Kollegen Say und Mill und hielt das makroökonomische Ungleichgewicht für den Normalfall. Für ihn bestimmte die gesamtwirtschaftliche Nachfrage das Angebot, Arbeitslosigkeit sei die Folge einer unzureichenden effektiven Nachfrage.

## Arten
Auf allen Teilmärkten gibt es Angebot und Nachfrage, das Angebot heißt auf dem Gütermarkt spezifisch Güterangebot, auf dem Arbeitsmarkt Arbeitsangebot, auf dem Geldmarkt Geldangebot oder auf dem Kapitalmarkt Kapitalangebot. Das Arbeitsangebot des Arbeitsmarktes ist für Laien oft missverständlich, denn hierunter verstehen Ökonomen die Arbeitsuchenden, die ihre Arbeitskraft den Arbeitgebern anbieten. Sie teilen – wie alle Beschäftigten – ihre gesamte zur Verfügung stehende Zeit (gemessen in Stunden) {\displaystyle T} in Freizeit {\displaystyle F} und Arbeitszeit {\displaystyle H} auf:
{\displaystyle T=H+F}.
Je mehr sie ihr Arbeitsangebot erhöhen, umso weniger Freizeit steht ihnen zur Verfügung und umgekehrt. Ihr zunehmendes Arbeitsleid muss durch das Arbeitsentgelt kompensiert werden. Die Arbeitssuche stellt aus Sicht der Arbeitslosen einen Nutzenverlust aus entgangener Freizeit dar.

## Volkswirtschaftliche Aspekte
In der Angebotsfunktion wird die Beziehung (in Form einer Funktion) zwischen dem Preis eines Gutes und der angebotenen Gütermenge hergestellt. Diese Angebotsfunktion geht von einem Angebotsgesetz und einem Nachfragegesetz aus. Nach dem Angebotsgesetz ist im Normalfall bei hohen Preisen das Angebot groß, bei niedrigen Preisen ist das Angebot gering. Die Angebotskurven verlaufen also steigend (Gesetz des Angebots). Während sich ein steigender Verlauf der Angebotskurven für das Güterangebot eines Unternehmens bei geeigneten Annahmen (insbesondere die Annahme sinkender Skalenerträge) aus der neoklassischen Theorie der Unternehmung herleiten lässt, folgt das steigende Angebot an Produktionsfaktoren (wie z. B. Lohnarbeit) nicht aus der neoklassischen Theorie der Privathaushalte. Ob sich z. B. ein mit den Löhnen fallendes Arbeitsangebot auch empirisch beobachten lässt, ist umstritten. Nach dem Nachfragegesetz nimmt im Allgemeinen die nachgefragte Gütermenge zu, wenn der Preis der Güter sinkt, und nimmt umgekehrt die nachgefragte Gütermenge ab, wenn der Preis steigt. Bei vergleichsweise niedrigem Marktpreis bieten lediglich noch die kostengünstigsten Anbieter kleine Mengen mindestens mit ihrer Preisuntergrenze an und umgekehrt. Grenzanbieter sind dabei die Marktteilnehmer, die gerade noch an ihrer Angebotsschwelle verkaufen können.
Aus der Angebotsfunktion

{\displaystyle x_{a}=f(p)}
und der Nachfragefunktion

{\displaystyle x_{n}=f(p)}
lässt sich folgende Gleichgewichtsfunktion ableiten:
{\displaystyle x_{a}-x_{n}=0}
Darin sind:

{\displaystyle x_{a}} die Angebotsmenge

{\displaystyle x_{n}} die Nachfragemenge

{\displaystyle p} der Marktpreis.

Entsprechend wird bei einem Überangebot der Preis hin zum Gleichgewichtspreis sinken, bei Übernachfrage entsprechend steigen. Auch der Gleichgewichtspreis erfüllt sämtliche Preisfunktionen.
Die (kurzfristige) Angebotsfunktion zeigt in der Mikroökonomie für alternative Produktpreise (die das Unternehmen bei vollkommener Konkurrenz nicht beeinflussen kann: Mengenanpasser) die jeweils gewinnmaximierenden Produktionsmengen. Sie ist der aufsteigende Ast der Grenzkostenfunktion beginnend im Betriebsminimum und wird aus der Preis-Grenzkosten-Regel gewonnen. Preissetzende Unternehmen (Preisführerschaft) haben keine Angebotsfunktion. Die Angebotsfunktion einer Branche wird durch Aggregation der Angebotsfunktionen der einzelnen Unternehmen gewonnen. Mit der Fristigkeit der Betrachtung nimmt die Elastizität des Angebots zu.
Bei der ökonomischen Analyse ist zu beachten, dass mit steigendem Aggregationsgrad (d. h. je mehr individuelle Wirtschaftssubjekte und einzelne Güter zusammengefasst werden), die ceteris-paribus-Klausel immer problematischer wird, da eben nicht mehr davon ausgegangen werden kann, dass übrige Umstände (Einkommen, Angebotsstruktur) von den in einer aggregierten Angebotsfunktion oder -kurve darstellbaren Änderungen von Preisen und Angebotsmengen unberührt bleiben. Diese Schwierigkeit umgehen Allgemeine Gleichgewichtsmodelle.
Anormales Angebot liegt dagegen vor, wenn bei niedrigen Preisen ein großes Angebot besteht und bei hohen Preisen ein niedriges. Ursachen können die „antikonjunkturelle Reaktion“ des Anbieters landwirtschaftlicher Produkte oder das von Präferenzen geprägte Arbeitsangebot eines Arbeitssuchenden sein. Bauern versuchen im Rahmen der „antikonjunkturellen Reaktion“, einen Einkommensausfall wegen fallender Agrarpreise durch Erhöhung des Angebotes auszugleichen. Hierdurch kann es zu einem Angebotsüberhang kommen. Das anormale Arbeitsangebot kann bei sinkenden Realeinkommen steigen, weil der Freizeitnutzen sinkt, so dass die Forderung nach Mindestlohn aufkommt. Zunächst nimmt das Arbeitsangebot wie im normalen Verlauf bei sinkendem Lohnsatz ab. Wird der zu erzielende Lohn aber zu gering, um damit überleben zu können, sind die betroffenen Arbeitnehmer gezwungen, mehr zu arbeiten, um ihre Existenz sichern zu können. Es kommt zu einer Ausweitung des Arbeitsangebots in diesem Bereich.